# Flavio Sporacio
Flavio Sporacio (greco: Σποράκιος o Σφωράκιος; latino: Flavius Sporacius; fl. 448-452) è stato un politico bizantino durante il regno di Teodosio II (morto nel 450) e di Marciano.

## Biografia
Nel 448 era comes, poi, tra il 450 e il 451, fu comes domesticorum peditum; in questa veste prese parte a diverse sessioni del concilio di Calcedonia tra l'8 e il 25 ottobre 451.
Nel 452 fu nominato console dalla corte orientale, ma pare che non sia stato riconosciuto dalla corte occidentale.
Come attestato da Teodoreto di Cirro, era un cristiano devoto, tanto che lo scrittore gli dedicò la propria opera Haereticarum fabularum compedium. Probabilmente va identificato con lo Sporacio che edificò la chiesa di San Teodoro a Costantinopoli: esisteva una piccola chiesa dedicata a san Teodoro nei pressi del palazzo di Sporacio, che si salvò da un incendio della città; Sporacio attribuì questo evento all'intervento del santo e ricostruì più grande e fastosa la vecchia chiesa, la cui dedica, scritta da Sporacio stesso, è conservata nell'Antologia Palatina. Sempre l'Antologia attesta che Sporacio fu seppellito nella chiesa che aveva fatto erigere dal nipote Anatolio, che aveva cresciuto come un figlio.